# Oranjestad (San Eustaquio)
Oranjestad es un pequeño pueblo de casi 1000 habitantes, y es la capital de la isla de San Eustaquio. Oranjestad es una ciudad agradable, con un puerto histórico. Se puede dividir en dos secciones principales, la ciudad baja a lo largo de la línea de costa con las ruinas de la época colonial, con la mejor playa de la isla y el puerto, aún en funcionamiento, y la Ciudad Alta con el núcleo histórico bellamente restaurado y el principal centro comercial y residencial de la isla.
La atracción principal de Oranjestad es Fort Oranje, un sitio bien cuidado y una fortaleza del siglo XVII en pleno centro de la ciudad, con vista al mar. Este fuerte acantilado tiene cañones, fortificaciones intactas y un bello patio. Muy cerca se encuentra un excelente museo, las ruinas de la segunda sinagoga más antigua en el hemisferio occidental, y un cementerio judío. 
Los rasgos históricos de la ciudad también incluyen una antigua iglesia neerlandesa reformada construida en 1755, que en parte esta en ruinas, pero todavía es accesible (Se puede subir a su torre), varias residencias del siglo XVIII de comerciantes del siglo que han sido restauradas incluyendo la más antigua, la Casa Gezaghebber (antigua residencia Teniente Gobernador) en Kerkstraat - y las casas de madera restauradas al estilo caribeño. Los edificios en ruinas ahora sumergidos en el paseo marítimo se pueden visitar buceando, una práctica que es muy segura en la isla.
Oranjestad en sí contiene todas las características esenciales de la vida en la isla, tales como tiendas, una escuela, una clínica y las oficinas administrativas del gobierno. Oranjestad es el destino comercial más importante para la gente de la vecina San Cristóbal, que adquiere muchos bienes allí, especialmente los productos alimenticios importados que son más baratos que en esa otra isla. San Eustaquio también cuenta con su propia universidad médica con más de 100 estudiantes, y de gran reputación.

## Población
- 1.097 habitantes.

## Situación
- Latitud: 17º28'00N
- Longitud: 062º58'59O